# Pheidole neokohli
Pheidole neokohli là một loài côn trùng thuộc họ Formicidae. Đây là loài đặc hữu của Cộng hòa Dân chủ Congo.